# ヘンリー・J・カイザー (給油艦)
ヘンリー・J・カイザー (USNS Henry J. Kaiser, T-AO-187) は、アメリカ海軍の給油艦。ヘンリー・J・カイザー級給油艦の一番艦。艦名は近代造船の父として知られる実業家、ヘンリー・J・カイザーにちなむ。

## 艦歴
ヘンリー・J・カイザーは1984年8月22日にルイジアナ州ニューオーリンズのエイボンデール造船所で起工する。1985年10月5日に進水し、1986年12月19日に海上輸送司令部の任務に就いた。
現在の母港はインド洋のディエゴガルシア島である。ヘンリー・J・カイザーは同島を拠点として縮小任務の状態にある。